# Defosfo-(reduktaza kinaza) kinaza
Defosfo-(reduktaza kinaza) kinaza (EC 2.7.11.3, AMP-activirana kinaza, AMP-activirana proteinska kinaza kinaza, hidroksimetilglutaril koenzim A reduktaza kinaza kinaza, hidroksimetilglutaril koenzim A reduktaza kinaza kinaza (fosforilacija), reduktazna kinaza, reduktazna kinaza kinaza, STK30) je enzim sa sistematskim imenom ATP:defosfo-{(hidroksimetilglutaril-KoA reduktaza (NADPH)) kinaza} fosfotransferaza. Ovaj enzim katalizuje sledeću hemijsku reakciju
ATP + defosfo-{[hidroksimetilglutaril-KoA reduktaza ()] kinaza} {\displaystyle \rightleftharpoons } ADP + {[hidroksimetilglutaril-KoA reduktaza ()] kinaza}
Ovaj enzim se aktivira AMP-om i specifičan je za svoj supstrat.

## Literatura
- Nicholas C. Price; Lewis Stevens (1999). Fundamentals of Enzymology: The Cell and Molecular Biology of Catalytic Proteins (Third изд.). USA: Oxford University Press. ISBN 019850229X.
- Eric J. Toone (2006). Advances in Enzymology and Related Areas of Molecular Biology, Protein Evolution (Volume 75 изд.). Wiley-Interscience. ISBN 0471205036.
- Branden C; Tooze J. Introduction to Protein Structure. New York, NY: Garland Publishing. ISBN 0-8153-2305-0.
- Irwin H. Segel. Enzyme Kinetics: Behavior and Analysis of Rapid Equilibrium and Steady-State Enzyme Systems (Book 44 изд.). Wiley Classics Library. ISBN 0471303097.

## Spoljašnje veze
- Dephospho-(reductase+kinase)+kinase на 